# Allotropa magnini
Allotropa magnini är en stekelart som beskrevs av Jean Risbec 1955. Allotropa magnini ingår i släktet Allotropa och familjen gallmyggesteklar. Inga underarter finns listade i Catalogue of Life.